# Dorcus ratiocinativus
Dorcus ratiocinativus là một loài bọ cánh cứng trong họ Lucanidae. Loài này được Westwood mô tả khoa học năm 1871.